# Wild Strawberries
Wild Strawberries је шести студијски албум рок бенда Дивље јагоде. Албум је сниман 1986. године у Easy Hire Studio а издао га је Лого рекордс из Лондона 1987. године.

## Списак песама
На албуму се налазе следеће песме:

## Постава бенда
- Ален Исламовић – вокал
- Зеле Липовача – гитара
- Наско Будимлић – бубњеви
- Златан Чехић - бас